# Maciste in der Gewalt des Tyrannen
Maciste in der Gewalt des Tyrannen (Originaltitel: Maciste alla corte des Gran Khan) ist ein italienischer Abenteuerfilm mit mythologischen Elementen, den Riccardo Freda 1961 inszenierte. Der auch als Die wilden Horden des Dschingis Khan gezeigte Film kam am 23. März 1962 in deutsche Kinos. Ein Videotitel war Maciste – Der Felsgeborene.

## Inhalt
Um dem Ansturm der Tartaren widerstehen zu können, ruft der chinesische Kaiser Wung den Großkhan der Mongolen und dessen Truppen zu Hilfe. Der lässt ihn jedoch heimtückisch ermorden und ruft sich zum Herrscher des Reiches der Himmel aus. Dann versucht er, die rechtmäßigen Thronerben, Prinz Tai Sung und Prinzessin Li Ling, zu töten; auf tritt jedoch Maciste, der den Bedrängten zu Hilfe eilt. Der muskelbewehrte Held verbündet sich mit dem gegen den Despoten kämpfenden Rebellenführer Chu.
Nach hin und her wogenden Geschehnissen – so gelingt es dem Khan, die Prinzessin gefangen nehmen zu lassen und den Prinzen zu töten – kann Maciste, unterstützt durch den jungen Bajan, seine außerordentliche Kraft einsetzen, um ein Erdbeben auszulösen, bei dem die Soldaten des Großkhans getötet werden. Nachdem auch der Khan selbst ausgeschaltet wird, kann Li Ling den tapferen Chu heiraten; beide nehmen nun den Platz als Nachfolger des Kaisers ein.

## Kritik
- Ronald M. Hahn/Volker Jansen, Norbert Stresau bemerken in ihrem Lexikon des Fantasy-Films, zur Erdbeben-Szene: „Diese Szene wird jedermann im Gedächtnis bleiben, der sie einmal gesehen hat. Selbst die hartgesottensten Schundfans lagen seinerzeit (1962) wiehernd auf dem Boden“ und notieren einen „erfrischende(n) (jedoch stehs unfreiwillige(n)) Humor der Akteure“.[2]

- Segnalazione cinematografiche weisen auf beeindruckende Kulissen, prächtige Kostüme, gute Farbfotografie und schlechte Darstellungen[3] hin.